# Ichneumon caecus
Ichneumon caecus là một loài tò vò trong họ Ichneumonidae.